# Bo-Boliko Lokonga Monse Mihambo

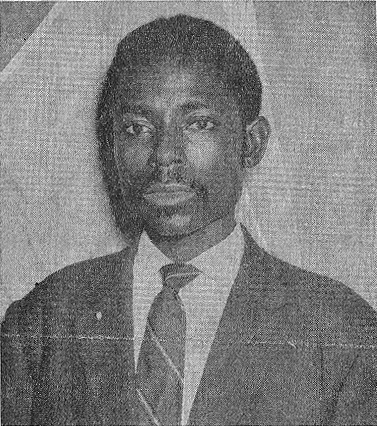
Bo-Boliko Lokonga Monse Mihambo, 1960

André Bo-Boliko Lokonga Monse Mihambo (* 15. August 1934 in Lobamiti, Provinz Bandundu; † 30. März 2018 in Brüssel) war Premierminister von Zaire (heute Demokratische Republik Kongo) vom 6. März 1979 bis zum 27. August 1980.